# 克雷格·皮尔斯
克雷格·皮尔斯（Craig Pearce）是一位澳洲电影男演员与编剧。
他与澳洲导演Baz Luhrmann联合编写1992年电影剧本《Strictly Ballroom》。他们两人也写了1996年的剧本《Romeo + Juliet》，以及2001年的《情陷红磨坊》。最新编剧作品是2012年电影《了不起的盖茨比》。

## 荣誉
- 1997年他与Baz Luhrmann因《Romeo + Juliet》而获得英国电影学院奖最佳改编剧本奖。